# Jensenobotrya lossowiana
Jensenobotrya es un género monotípico  de planta suculenta. Su única especie Jensenobotrya lossowiana A.G.J.Herre, es endémica de Namibia. Crece en Dolphin Head en Spencer Bay donde obtiene la humedad de las nieblas salinas.

## Descripción
Es una planta suculenta perennifolia que alcanza un tamaño de 25 cm de altura a una altitud de  20 - 100 metros en Namibia

## Taxonomía
Jensenobotrya lossowiana fue descrita por Adolar Gottlieb Julius Herre y publicado en Sukkulentenkunde 4: 79. 1951.
Etimología
Jensenobotrya: nombre genérico nombrado  en honor de Emil Jensen y del griego botrya, a causa de que sus hojas parecen uvas. 